# سام والش
سام والش هو سياسي كندي، ولد في 31 أغسطس 1916 في مونتريال في كندا، وتوفي في 18 مارس 2008. حزبياً، نشط في الحزب الشيوعي الكندي وCommunist Party of Quebec ‏ وLabor-Progressive Party ‏.